# Discover Airlines

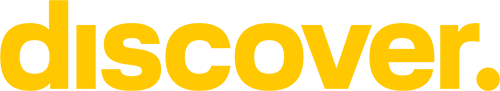
Ehemaliges Logo der EW Discover GmbH

Eurowings Discover – von 2021 bis 2023 genutztes Markenlogo

Die EW Discover GmbH, im Außenauftritt Discover Airlines, ist eine deutsche Fluggesellschaft und Teil der Lufthansa Group. Die Fluggesellschaft bietet touristische Flüge auf der Kurz-, Mittel- und Langstrecke an. Bis zum 5. September 2023 firmierte das Unternehmen unter  Eurowings Discover.

## Geschichte

### Gründung und Vorgeschichte
Seit längerem bekundete Lufthansa Interesse, verstärkt selbst in das Ferienfluggeschäft einzusteigen. Im Juni 2019 verkündete sie, die Vermarktung der noch nicht profitablen Eurowings-Langstrecke in eigene Obhut zu nehmen. Dennoch zeichnete sich damals schon ab, dass es zur Neugründung einer eigenständigen Fluggesellschaft kommen wird. Im Januar 2021 gab Lufthansa bekannt, die unter dem Projektnamen „Ocean“ gestartete Airline werde in „Eurowings Discover“ umbenannt und zugleich würde ein eigenständiges AOC beantragt.
Mit der Leitung des Projekts Ocean wurde Anfang 2020 der Lufthansa-Manager und Pilot Wolfgang Raebiger betraut, der zuvor Finanzchef bei AeroLogic war. Er ist zugleich Geschäftsführer der unter EW Discover GmbH firmierenden Gesellschaft. Zudem ist Helmut Wölfel seit März 2021 Teil der Geschäftsführung. Er war zuvor im Lufthansa-Konzern für die Netzplanung zuständig.
Am 17. Juni 2021 verkündete die Lufthansa Group, die Betriebsgenehmigung (AOC) für „Eurowings Discover“ erhalten zu haben und am 24. Juli 2021 den Flugbetrieb mit dem Erstflug von Frankfurt nach Mombasa mit Weiterflug nach Sansibar aufzunehmen. Die EW Discover GmbH ist zugleich die erste deutsche Fluggesellschaft, die eine unbefristete Genehmigung nach den neuen luftrechtlichen Anforderungen, dem sogenannten Teil-CAMO erhalten hat.
Am 1. Juni 2022 eröffnete die Eurowings Discover wie geplant eine zweite Basis am Flughafen München, die zur Umstellung auf den Sommerflugplan 2023 am 26. März 2023 wieder geschlossen wurde. Als Wet-Lease-Partnerin operierte zwischen März 2022 und März 2023 Finnair mit fünf Airbus A321 und vier Airbus A350 ab dem Drehkreuz Frankfurt. Im Juni 2023 sicherte sich die EW Discover GmbH („Eurowings Discover“) die Namensrechte an Discover Airlines.
Am 5. September 2023 gab die Fluggesellschaft ihre neue Marke Discover Airlines bekannt. Dazu wurde außerdem eine neue Bemalung der Flugzeuge vorgestellt. Als erste Maschine wurde der Airbus A320 D-AIUR lackiert. Mit Beginn des Sommerflugplans 2024 wurde die Basis am Flughafen München wiedereröffnet. Es werden Kurz- und Mittelstrecken zu touristischen Zielen angeboten. Seit März 2025 bietet Discover Airlines Langstreckenflüge ab München an.

## Flugziele
Discover Airlines hat den Flugbetrieb am 24. Juli 2021 als Eurowings Discover aufgenommen. Im Flugplan werden Urlaubsziele in der Karibik, dem Indischen Ozean, Afrika, Nordamerika und Europa bedient.

### Kurz- und Mittelstrecke
Auf der Kurz- und Mittelstrecke werden touristische Ziele in etlichen Ländern rund um das Mittelmeer, auf den Kanarischen Inseln sowie in Nordafrika angeboten, die mit Airbus A320-200 durchgeführt werden. Discover bietet mehrere Verbindungen von ihrem Heimatflughafen Frankfurt und der Basis in München an.

### Langstrecke
Die Langstreckenflüge starten vom Flughafen Frankfurt aus nach Afrika, Nordamerika, Mittelamerika sowie in die Karibik. Zum Einsatz kommen Airbus A330-200 und Airbus A330-300. Seit März 2025 fliegt die Airline auch ab dem Flughafen München wieder Langstrecke. Dafür wurden in München zwei A330-300 stationiert. Einige Strecken wurden zwischenzeitlich auch mit Airbus A350-900 im Wetlease von Finnair bedient.

## Flotte

### Aktuelle Flotte

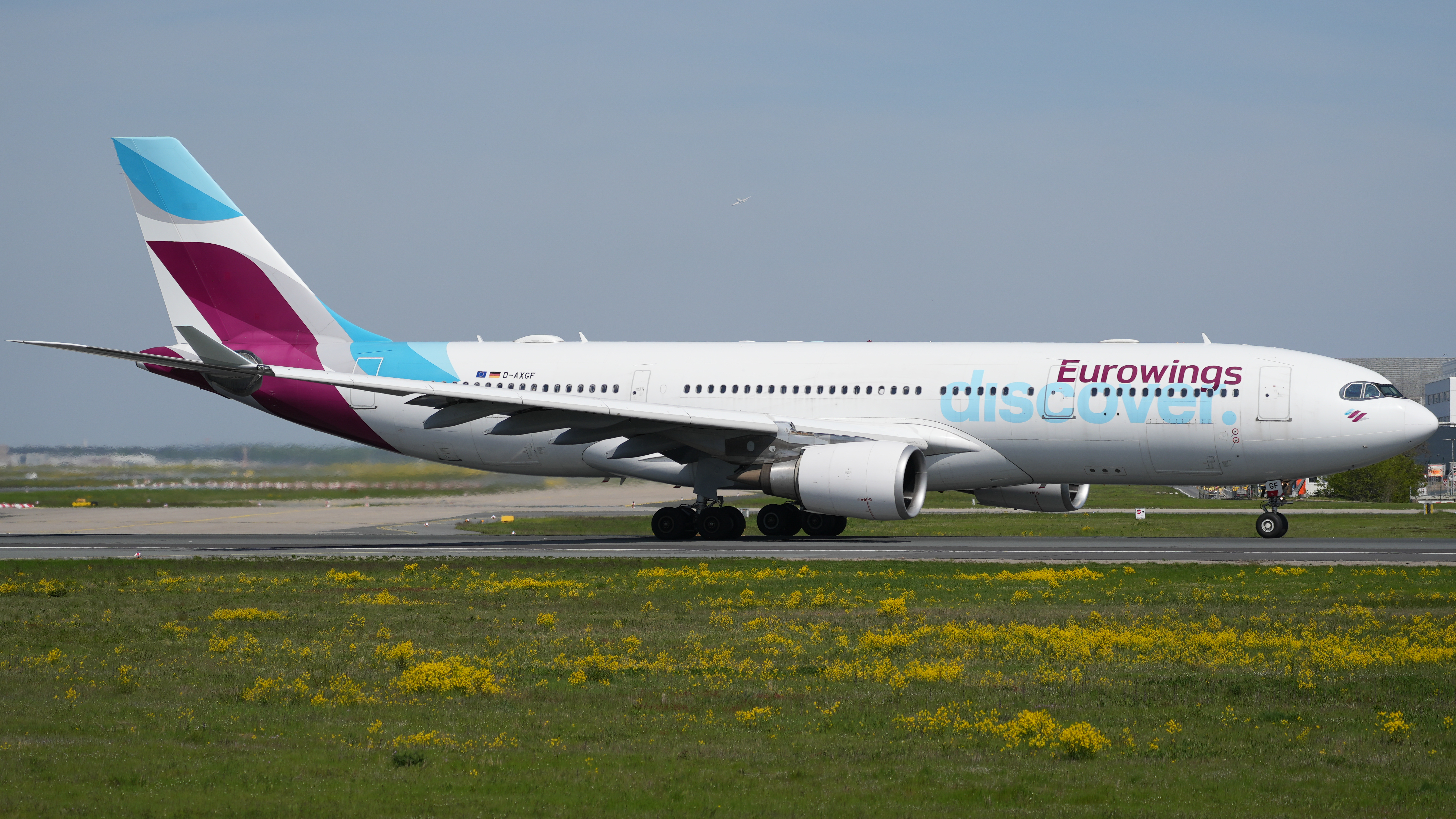
A330-200 der Discover Airlines

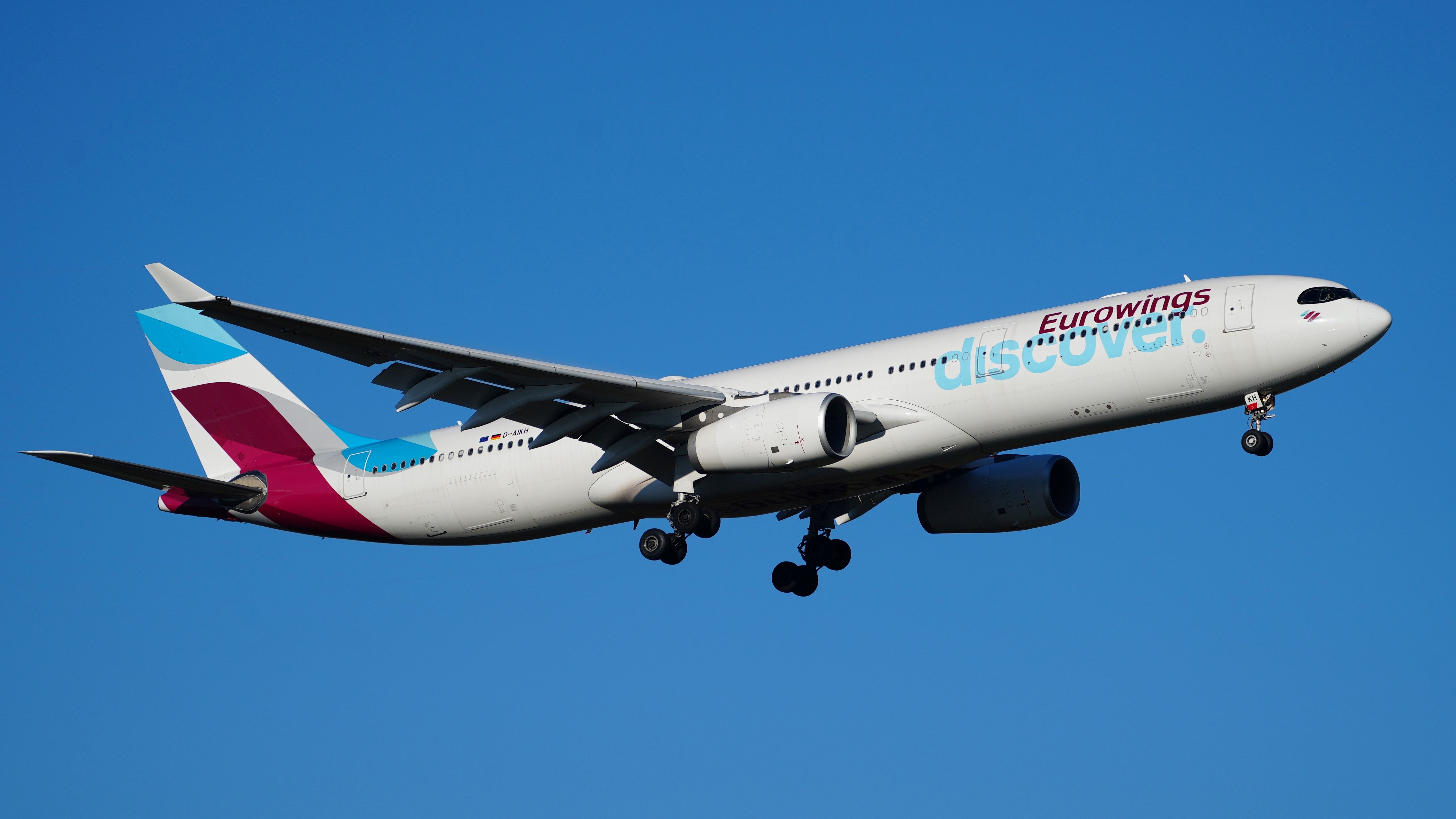
A330-300 der Discover Airlines

Mit Stand Juli 2025 besteht die Flotte aus 30 Flugzeugen mit einem Durchschnittsalter von 13,3 Jahren:
| Flugzeugtyp     | Anzahl | Geplante Ergänzung | Anmerkungen                              | Sitzplätze (Business/Eco+/Economy) | Durchschnittsalter |
| --------------- | ------ | ------------------ | ---------------------------------------- | ---------------------------------- | ------------------ |
| Airbus A320-200 | 16     | 1                  | mit Sharklets ausgestattet               | 180 (var./-/var.)                  | 08,2 Jahre         |
| Airbus A330-200 | 03     | 0                  | einer inaktiv; Ausflottung bis Ende 2026 | 270 (22/17/231) 244 (32/17/195)    | 20,7 Jahre         |
| Airbus A330-300 | 11     | 5                  | einer inaktiv                            | 302 (27/31/244) 283 (30/28/225)    | 18,6 Jahre         |
| Gesamt          | 30     | 6                  |                                          |                                    | 13,3 Jahre         |

Die älteren A330-200 werden bis zu ihrer Ausflottung nur teilweise umlackiert. Der Eurowings-Schriftzug wird entfernt.

### Sonderbemalungen
| Flugzeugtyp     | Luftfahrzeugkennzeichen | Bemalung                                    | Zeitraum                   | Bild |
| --------------- | ----------------------- | ------------------------------------------- | -------------------------- | --- |
| Airbus A320-200 | D-AIUQ                  | „Next Level Entertainment on Board-Sticker“ | März 2024 bis Februar 2025 | Bild gesucht Die Wikipedia wünscht sich an dieser Stelle ein Bild. Weitere Infos zum Motiv findest du vielleicht auf der Diskussionsseite . Falls du dabei helfen möchtest, erklärt die Anleitung , wie das geht. |

## Kritik
Gewerkschaften und Beschäftigte üben Kritik an den Arbeitsbedingungen bei Discover Airlines. Die Gewerkschaften UFO und Vereinigung Cockpit hätten zwar erfolgreich die erstmalige Gründung eines Betriebsrates bei der Fluggesellschaft im Dezember 2022 erreicht, denn nur durch das betriebliche Mitbestimmungsrecht sei ein gesundes Wachstum möglich. UFO kritisierte jedoch die fehlende Tarifierung der Fluggesellschaft. Im August 2024 wurde mit der Gewerkschaft Verdi ein Tarifvertrag rückwirkend zum 1. Juli 2024 abgeschlossen.